# 이시다 마사토
이시다 마사토(일본어: 石田 雅人, 1983년 4월 17일 ~ )는 일본의 전 축구 선수이다.

## 구단 경력
과거 요코하마 FC에서 활동하였다.